# Camaieu
Camaieu (fransk), en onyks eller lignende kostbar sten, hvis forskellige farvede lag tjener til billedlig fremstilling i ophøjet, udskåret arbejde; heraf atter: et ensfarvet, monokromt, blot ved afskygninger af samme farve varieret maleri, en fremstillingsmåde, der var meget almindelig i Italien i 16. århundrede til facadeudsmykning blandt andet udført af Maturino da Firenze og Polidoro da Caravaggio, der fortsattes lige op til nutiden. Billeder udførte med lysere og mørkere toner af een og samme farve, brunt i brunt kaldes cirage, gråt i gråt  kaldes grisaille eller malede med een farve på grundlag af en anden farve, siges at være malede en camaieu. Endelig benyttes ordet også om håndtegninger og træsnit chiaroscuro-snit, helldunkelblätter, der er udførte efter lignende princip. Mestre som Andrea Andreani, Hans Burgkmair, Ugo da Carpi fra 16. og 17. århundrede havde deres styrke i den slags blade.